# Aika (Indonésie)
Pour les articles homonymes, voir Aika.
Aika est un village (ou kampung) d'Indonésie situé sur la côte méridionale de la Nouvelle-Guinée occidentale, dans la province de Papouasie et le kabupaten de Mimika. Il se trouve à environ 80 kilomètres au sud du Puncak Jaya et de la mine de Grasberg, non loin de l'embouchure du fleuve Ajkwa. Sa population est estimée à 40 habitants.